# Westhall

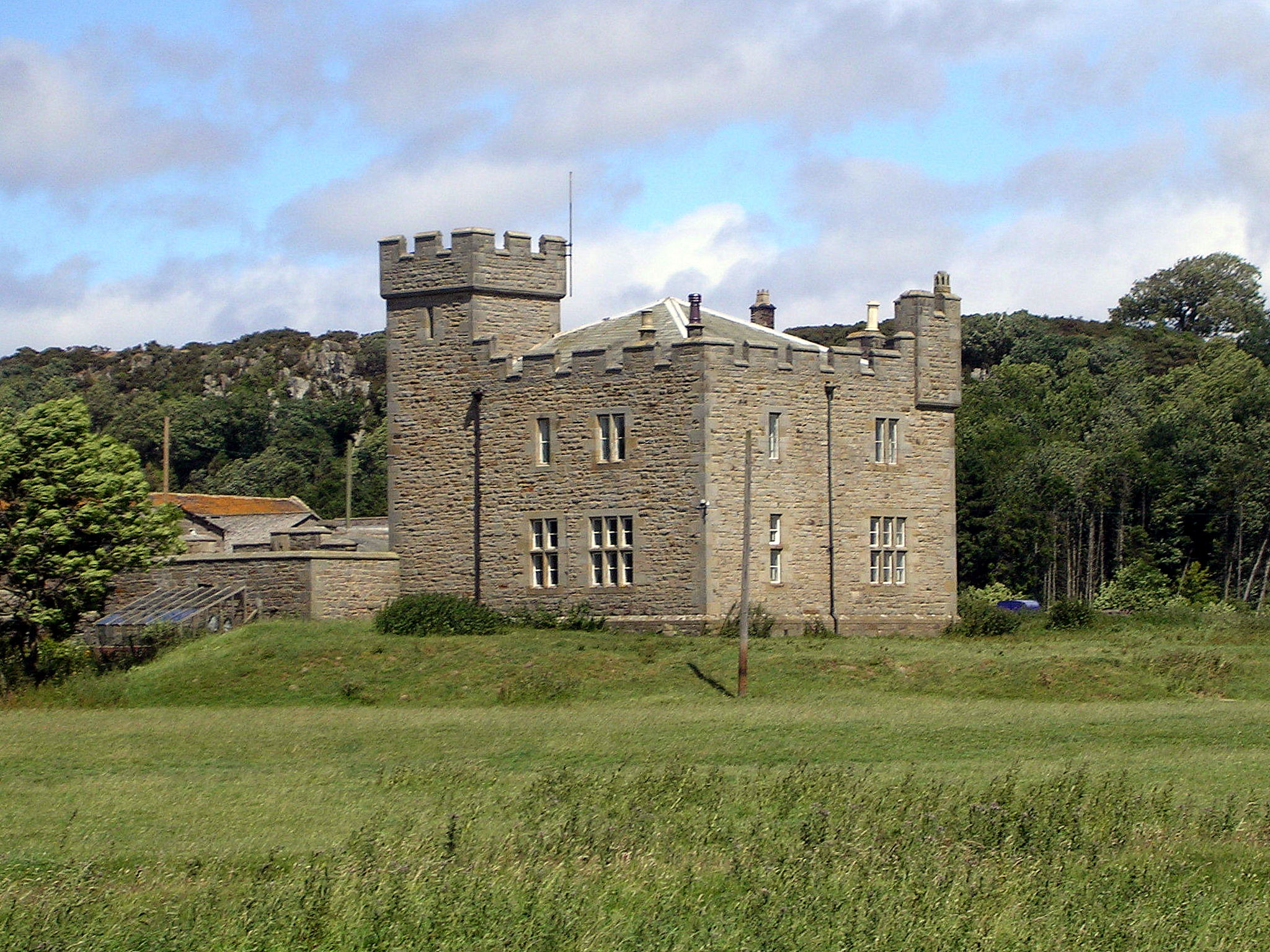
Westhall

Westhall ist ein Landhaus im Dorf Belford in der englischen Grafschaft Northumberland. Das mit Zinnen bewehrte Haus ist heute in privater Hand und dient als Bauernhof. English Heritage hat das Haus als historisches Bauwerk II. Grades gelistet.

## Geschichte
Westhall, etwas nordwestlich des Dorfes Belford, ist über eine Auffahrt von der Wooler Road aus erreichbar. Es ist ein befestigtes Haus, das von einem Graben umgeben war; es wird in einem Dokument aus dem 15. Jahrhundert als Castrum de Belford erwähnt. Das heutige Landhaus wurde 1837 in neugotischem Stil erbaut.

## Motte
Man denkt aber, das es in Westhall bereits viel früher eine Motte namens Belford Castle gegeben hat. Allerdings hat der Geschichtswissenschaftler Philip Davis daran starke Zweifel:

Es sind noch Erdwerke erhalten, moderner Bauernhof auf dem Gelände einer möglichen Motte aus dem 11. Jahrhundert. Erhielt im 15. Jahrhundert einen Turm. Burggraben um den Turm aus dem 15. Jahrhundert in Pastscape erwähnt. Die Liste von 1415 erwähnt eine Burg im Besitz der Familie D'Arcy; sie fiel später an die Conyers und dann an die Forsters und die Dixons, bevor sie im 18. Jahrhundert an William Clarke verkauft wurde. Auch wenn die Existenz des späteren Turms darauf hinweist, dass dies ein Anwesen von höherem Status gewesen sei, weist die Nähe einer starken natürlichen Lage und ein bereits existierendes, vorgeschichtliches Lager in Chapel Craq mit mittelalterlicher Kapelle darüber darauf hin, dass dies kein Herrenhaus war. Philip Davis meint: „Ich kann keinen Grund erkennen, eine Motte zu bauen, wenn ein dramatischeres, besser zu verteidigendes und doch leicht zu betretendes Anwesen ganz in der Nähe gab. Wenn es eine Burg aus dem 11. oder 12. Jahrhundert in Belford gab, dann meine ich, dass die Überreste der Kapelle anzeigen, wo sie war.”